# منوچهر جراح‌زاده
منوچهر جراح‌زاده (۱۳۱۲ بندر انزلی – ۱۵ شهریور ۱۳۸۲ تهران) روزنامه نگار، قصه نویس، شاعر و طنز پرداز معاصر بود.

وی که بازنشستهٔ نمونهٔ سال ۱۳۸۰ سیستم بانکی کشور (بازنشسته بانک صادرات ایران) در امور فرهنگی بود، سال‌ها با رسانه‌های خوانا و گویا همکاری داشت و اغلب از نام‌های مستعار: قلندر، دریا، هردمبیل، انزلی چی، میم جیم و... استفاده می‌کرد. 
وی ۱۲ جلد کتاب منتشر نمود و بیش از ۶۰ لوح تقدیر از ارگان‌های مختلف در کارنامهٔ هنری اش دارد. 
اشعار وی در کتاب «کنار چشم خدا» شامل مجموعه شعر دفاع مقدس شاعران استان گیلان (به کوشش فرامرز محمدی‌پور توسط بنیاد حفظ آثار و ارزش‌های دفاع مقدس) منتشر شده‌است.
وی با روزنامه‌ها و نشریات مختلفی مانند رسالت و همچنین با چندین نشریه در زمینهٔ طنز همکاری کرد که از جمله می‌توان به ضمیمه طنز مجله کشاورز با نام «خورجین» اشاره کرد.

## آثار
- بوسه بر آتش
- گیل آواز
- بر بافت‌های خون
- موج سازان
- زنده‌های بی مزار
- خانه‌های شنی
- یک آسمان پرواز
- طوفان در فنجان
- چکیده‌ها
- خواب‌های قایقی
- چلچله‌های جزیره
- یابو و هیاهو
- در کتاب «کنار چشم خدا»: مجموعه اشعار دفاع مقدس شاعران استان گیلان شعری از وی چاپ شده‌است.[۴]

## طوفان در فنجان
کتاب طوفان در فنجان در سال ۱۳۸۱ توسط نشر حریم یاس منتشر شده‌است. این کتاب آموزش الفبای هنر طنزنویسی به همراه چندین قصهٔ طنز از قلم همین نویسنده‌است که در آن به موضوعاتی همچون هویت تاریخی طنز- انواع طنز و اینکه چگونه طنز بنویسیم اشاره شده‌است.